# فرودگاه اوچ‌آرال
فرودگاه اوچ‌آرال (به قزاقی: Usharal Airport) یک پروازگاه، پایگاه هوایی و پروازگاه ترافیک تجاری در قزاقستان است.